# Lygromma senoculatum
Espèce
Lygromma senoculatum est une espèce d'araignées aranéomorphes de la famille des Prodidomidae.

## Distribution
Cette espèce est endémique du Venezuela.

## Description
Le mâle syntype mesure 4 mm et les femelles syntypes de 4 à 4,5 mm.
Les mâles mesurent de 2,41 à 2,45 mm et la femelle 2,63 mm.

## Systématique et taxinomie
Cette espèce a été décrite par Simon en 1893.

## Publication originale
- Simon, 1893 : « Arachnides. Voyage de M. E. Simon au Venezuela (décembre 1887 - avril 1888). 21e Mémoire. » Annales de la Société Entomologique de France, vol. 61, p. 423-462 (texte intégral).